# Peter Häggström
Erik Peter Häggström Lindecrantz, född 27 januari 1976 i Borås, Västergötland, svensk, är en förutvarande längdhoppare och sprinter, numera expertkommentator vid Max friidrottssändningar.
Häggströms huvudsakliga gebit under den aktiva karriären var längdhoppning. Den 22 juli 2000 blev Häggström den andre svensken (efter antagonisten Mattias Sunneborn) att överskrida åtta meter i hopplängd då han noterade 8,07 meter i Budapest, Ungern. Skador gäckade emellertid boråsaren ständigt vid internationella mästerskap där han aldrig vann någon större framgång. Utöver längdhoppandet löpte Häggström 100 meter efter svenska förhållanden framgångsrikt. Den 28 juli 2001 noterade Häggström 10,30 sekunder vid tävlingar i Uddevalla i hemlänet. Med denna tid innehar Häggström en delad femteplats genom alla tider över svenska prestationer i grenen. Under hela sin idrottsliga karriär representerade Häggström Boråsföreningen IK Ymer. År 1998 erhöll Häggström BT-plaketten. År 2000 kvalade Peter Häggström in till de Olympiska Spelen i Sydney men slogs ut i kvalet med 7,83. Han deltog även vid EM 2002 i München där han blev utslagen i längdhopp samt även tillsammans med Johan Engberg, Lion Martinez och Patrik Lövgren sprang korta stafetten. Laget slogs dock ut i försöken. Det var tänkt att höjdpunkten på Häggströms karriär skulle bli Olympiska sommarspelen 2004 i Aten, men Häggström beslutade sig för att avsluta sin karriär i slutet av december 2002 på grund av de problem han haft med hoppfoten sedan tidigt i sin karriär.
Efter den aktiva karriären har Häggström övergått till att arbeta inom TV-mediet för Sveriges Televisions räkning. Bland annat hade han under Europamästerskapen i friidrott i Göteborg 2006 expertkommentatorsuppdraget under försökstävlingarna på förmiddagen. Han har också varit expert vid VM i Osaka 2007 och vid OS i Peking 2008. Häggström har också gjort inhopp som programledare för bland annat Lilla Sportspegeln. Sommaren 2009 spelade han och höjdhopparen Kajsa Bergqvist in hurmorserien "Övertramp - med inslag av friidrott" för Sveriges Television. 
Häggström kom ut som gay i Borås Tidning under 2009. Där berättade han bland annat hur det var att leva som elitidrottare och homosexuell samt att lagkamraten Robert Kronberg var den förste att veta hans läggning.
Han utsågs 2001 till Stor grabb nummer 454 i friidrott.

## Meriter
- 3 SM-guld i längdhopp 1998, 1999 och 2000
- 3 SM-guld inomhus 1997, 2000 och 2001
- 6:a vid Junior-EM 1995
- Vunnit JNM i längdhopp och korta stafetten

## Personliga rekord
| Utomhus - 100 meter – 10,30 (Uddevalla 28 juli 2001) - Längdhopp – 8,07 (Budapest, Ungern 22 juli 2000) - Längdhopp – 8,08 (medvind) (Gateshead, Storbritannien 15 juli 2000) - Tresteg – 13,79 (Borås 27 juni 1998) | Inomhus - 60 meter – 6,71 (Glasgow, Storbritannien 18 mars 2001) - 60 meter – 6,79 (Malmö 26 januari 2002) - Längdhopp – 8,05 (Sindelfingen, Tyskland 4 mars 2001) |